# Wilen bei Wollerau
Wilen bei Wollerau är en ort i kommunen Freienbach i kantonen Schwyz, Schweiz. Den har vuxit samman med orten Wollerau i grannkommunen Wollerau.